# Eumorphus minor
Eumorphus minor – gatunek chrząszcza z rodziny wygłodkowatych i podrodziny Lycoperdininae.
Gatunek opisany został w 1858 roku przez Carla E.A. Gerstäckera.
Chrząszcz o ciele długości 8-9 mm, z wierzchu ciemnofioletowoczarnym. Czułki tęgie; człon ósmy półtora raza dłuższy niż u wierzchołka szerszy, a długość dziewiątego równa ¾ jego wierzchołkowej szerokości. Przedplecze o kolczastych tylnych kątach. Pokrywy z dwoma małymi, okrągłymi, żółtymi plamkami na każdej, z których przednie oddalone są od szwu o swoją długość. Obrzeżenie pokryw na wysokości ramion wąskie. Od E. dehaani różni się węższym nasadowo i bardziej dośrodkowo skierowanym zębem na goleniach przednich odnóży samców.
Gatunek znany z północnego Borneo, Sumatry, Singapuru, malezyjskich stanów Perak i Sarawak, Mjanmy i Tajlandii.